# Kontingentflüchtling
Kontingentflüchtlinge sind in Deutschland Flüchtlinge, die in festgelegter Anzahl (Kontingent) nach Deutschland übersiedeln dürfen. Dies betrifft Flüchtlinge, die im Rahmen einer humanitären Hilfsaktion, aufgrund von Sichtvermerken (Visa) oder einer Übernahmeerklärung des Bundesministeriums des Innern aufgenommen wurden. Sie durchlaufen kein Asyl- und auch kein sonstiges Anerkennungsverfahren, sondern erhalten mit ihrer Ankunft sofort eine Aufenthaltserlaubnis aus humanitären Gründen (§ 23 und § 24 AufenthG), können ihren Wohnsitz jedoch nach einem Urteil des Bundesverwaltungsgerichts nicht frei wählen.

## Verteilung auf die Bundesländer
Kontingentflüchtlinge, deren Aufnahme vom Bundesminister des Innern angeordnet wurde, werden nach dem Königsteiner Schlüssel auf die Bundesländer verteilt. Sie haben Anspruch auf einen Integrationskurs und einen Sprachkurs und erhalten im Gegensatz zu Asylbewerbern von vornherein eine Arbeitserlaubnis.

## Herkunftsgebiete

### Aus Vietnam und Albanien
Im Jahre 1985 hielten sich etwa 30.000 Kontingentflüchtlinge in der Bundesrepublik Deutschland auf. Es handelte sich fast ausschließlich um vietnamesische Bootsflüchtlinge.
1990 wurden albanische Botschaftsflüchtlinge als Kontingentflüchtlinge in Deutschland aufgenommen.

### Aus Nachfolgestaaten der Sowjetunion
Ab 1991 hatten Juden aus der Sowjetunion und Menschen mit jüdischen Vorfahren aus deren Nachfolgestaaten die Möglichkeit, als Kontingentflüchtlinge nach Deutschland einzureisen. Damit wurde die im Frühling 1990 in der DDR auf Initiative des Zentralen Runden Tisches geschaffene Einreisemöglichkeit für sowjetische Jüdinnen und Juden in bundesdeutsches Recht überführt. Grundlage hierfür war zunächst eine Verabredung zwischen Bundeskanzler Helmut Kohl und dem damaligen KPdSU-Generalsekretär Michail Gorbatschow. Gorbatschow erklärte sich 1988 bereit, jüdische Sowjetbürger nach Deutschland ausreisen zu lassen. Die Innenministerkonferenz beschloss, das HumHAG (Gesetz über Maßnahmen für im Rahmen humanitärer Hilfsaktionen aufgenommene Flüchtlinge) auf diesen Personenkreis anzuwenden. Seit 2005 ist das HumHAG durch Artikel 15 Abs. 3 des Zuwanderungsgesetzes außer Kraft. 
Nach Angaben des Bundesverwaltungsamtes und des Bundesamtes für Migration und Flüchtlinge kamen zwischen 1991 und 2004 insgesamt 219.604 jüdische Zuwanderer nach Deutschland. Zum Vergleich: von 1991 bis 2004 migrierten rund 1,9 Millionen Spätaussiedler aus dem Gebiet der ehemaligen Sowjetunion in die Bundesrepublik.
Jüdische Kontingentflüchtlinge waren bzw. sind mehrheitlich Akademiker. Anders als Spätaussiedler hatten sie keinen Rechtsanspruch auf eine Anerkennung von Qualifikationen und sie hatten Nachteile bezüglich der Eingliederungshilfen, ihre Berufsjahre im Ausland wurden nicht in der Rentenberechnung berücksichtigt.
Nach dem Ausländerzentralregister, Stand April 2005, hielten sich 113.692 Kontingentflüchtlinge in Deutschland auf, die nach dem 1. Januar 1991 eingewandert waren. Von diesen Kontingentflüchtlingen, die 76 verschiedene Staatsangehörigkeiten haben, stammten 111.811 Personen aus den baltischen (Estland, Lettland, Litauen) und einigen GUS-Staaten: Moldau, Russische Föderation, Ukraine, Belarus, Armenien, Aserbaidschan, Georgien, Kasachstan, Kirgisistan, Tadschikistan, Turkmenistan und Usbekistan. Dass es derzeit in Deutschland weniger Kontingentflüchtlinge aus den GUS-Staaten gibt als jüdische Zuwanderer insgesamt, dürfte nach Angaben des Bundesamtes für Migration und Flüchtlinge darauf zurückzuführen sein, dass ein Teil inzwischen die deutsche Staatsbürgerschaft erhielt. Möglicherweise habe ein Teil der jüdischen Zuwanderer die Bundesrepublik wieder verlassen.
Nach den geltenden Regelungen aus dem Erlass des Auswärtigen Amtes an die Auslandsvertretungen vom 25. März 1997 sind Personen zuwanderungsberechtigt, die selbst „jüdischer Nationalität“ sind oder von mindestens einem jüdischen Elternteil abstammen: in den Staaten der ehemaligen Sowjetunion gilt (anders als in Deutschland) jüdisch als Nationalität im Sinne von Volkszugehörigkeit und wurde so auch in die Personenstandsdokumente eingetragen. Jüdische Nationalität ist, wie jede andere Nationalität in der Sowjetunion, in dieser Lesart ein ethnischer, keinesfalls ein religiöser Begriff und wird über ein Elternteil, überwiegend über den Vater übertragen. Das steht im Gegensatz zur jüdischen Tradition (Halacha), wonach die Zugehörigkeit zum Judentum primär über die Mutter vererbt wird.
Nach Angaben der Zentralwohlfahrtsstelle der Juden in Deutschland stieg die Mitgliederzahl der jüdischen Gemeinden in Deutschland von 29.089 im Jahr 1990 auf 102.472 im Jahr 2003, vorwiegend durch die Zuwanderung aus den GUS-Staaten oder anderen Nachfolgestaaten der Sowjetunion.
Seit 2005 müssen jüdische Kontingentflüchtlinge und ihre Familienangehörigen Deutschkenntnisse nachweisen, die mindestens der Niveaustufe A1 des Gemeinsamen Europäischen Referenzrahmens für Sprachen entsprechen. Ausgenommen sind Kinder, die das 14. Lebensjahr noch nicht vollendet haben. Die jüdischen Kontingentflüchtlinge müssen eine positive Integrationsprognose und die Zugehörigkeit zu einer jüdischen Gemeinde in Deutschland nachweisen. Bei der Integrationsprognose werden Sprachkenntnisse, Qualifikation und Berufserfahrung sowie das Alter der Zuwanderer bewertet, dabei wird auch die Familie einbezogen. Bei Opfern der nationalsozialistischen Verfolgung entfallen die Forderung von Deutschkenntnissen und eine Integrationsprognose. Bei allen Juden aus der ehemaligen Sowjetunion, die vor dem 1. Januar 1945 geboren wurden, wird pauschal angenommen, dass sie Opfer nationalsozialistischer Verfolgung waren.
Normalerweise können Anträge auf jüdische Zuwanderung ausschließlich an den deutschen Auslandsvertretungen in den Herkunftsländern gestellt werden. 
Im März 2022 wurde es jüdischen Zuwanderern aus der Ukraine, die vor dem russischen Überfall aus der Ukraine geflüchtet sind, ebenfalls ermöglicht, die Aufnahme auf Basis von § 23 Abs. 2 AufenthG zu beantragen.

### Aus Syrien
Die Bundesregierung beschloss im März 2013 5000 Bürgerkriegsflüchtlinge aus Syrien aufzunehmen. Die Umsiedlung aus vorwiegend libanesischen Flüchtlingscamps erfolgte schrittweise im Herbst 2013, am 11. September wurden die ersten Flüchtlinge in speziell für diesen Zweck gecharterten Flugzeugen nach Deutschland eingeflogen. Der Aufenthalt war zunächst für zwei Jahre geplant, danach sollten die Flüchtlinge, sofern es die Lage in ihrem Heimatland zulässt, wieder heimkehren. Im Dezember 2013 erhöhte sich das Kontingent auf 10.000 Flüchtlinge. Im Juli 2014 wurde das Kontingent um nochmals 10.000 Flüchtlinge erweitert.

### Aus dem Nordirak
Das Bundesland Baden-Württemberg ermöglichte mit einem 2014 aufgelegten Programm durch ein „Sonderkontingent für besonders schutzbedürftige Frauen und Kinder aus dem Nordirak“ ab März 2015 die Aufnahme von 1.100 Frauen und Kindern aus dieser Region. Dieses Aufnahmeprogramm richtet sich an von der IS-Terrormiliz verfolgte und misshandelte Frauen und Mädchen – zumeist Jesidinnen, teils auch Christinnen und Musliminnen – und ihre Familienangehörigen. Die Frauen und Kinder erhielten eine auf zwei Jahre befristete Aufenthaltsgenehmigung und wurden in dieser Zeit medizinisch und psychotherapeutisch betreut. Von den 1.100 Flüchtlingen, darunter 600 Kinder, wurden fast alle in Baden-Württemberg im Rahmen eines Landessonderkontingents aufgenommen; Niedersachsen nahm 67 und Schleswig-Holstein 32 auf. Unter den aufgenommenen Personen befand sich auch Nadia Murad, die später Sonderbotschafterin für die Würde der Überlebenden von Menschenhandel der Vereinten Nationen und im Jahr 2018 mit dem Friedensnobelpreis ausgezeichnet wurde.